# Poslanniki večnosti
Poslanniki večnosti (in russo Посланники вечности?, lett. I messaggeri dell'eternità) è un film del 1970 diretto da Teodor Jur'evič Vul'fovič.